# Canale d'Agordo
Canale d'Agordo (Canal in ladino, già Forno di Canale fino al 1964) è un comune italiano di 1 055 abitanti della provincia di Belluno in Veneto.
La legge 482/1999 ha riconosciuto i comuni dell'Agordino come zona a minoranza linguistica ladina.

## Geografia fisica
Il centro abitato si colloca in Valle del Biois, alla confluenza dei torrenti Biois e Liera e all'imboccatura della Valle di Garés.
È circondato da importanti vette dolomitiche quali Civetta, Pelmo, Cima Pape, Sass Negher, Pale di San Martino, Cimon della Pala, Cime d'Auta e la Marmolada.

### Idrografia
I principali corsi d'acqua sono il torrente Biois, che scorre lungo l'omonima valle, ed il torrente Liera che ne è suo affluente destro, provenendo dalla Valle di Gares.
Le risorse idriche vengono sfruttate per la produzione di energia idroelettrica: la centrale di Canale d'Agordo (1029 kW Consorzio BIM Piave), sfrutta solo il Liera captandolo in località Campion, mentre quella di Cencenighe (15506 kW ENEL SpA) fa uso dell'acqua di entrambi i torrenti (captando il Liera a valle della mini-centrale di Canale), più il contributo del torrente Cordevole.

## Origini del nome
Nella zona delle Alpi Orientali il termine canale indica una valle o un tratto vallivo; questa denominazione è in uso solo dal 1964 in sostituzione dell'originaria Forno di Canale.

## Storia
Le prime testimonianze dell'esistenza del paese si trovano in un documento (bolla di papa Lucio III) del 1185, dove è citato insieme alla chiesa di San Simon di Vallada, allora detta San Simon di Canale. Verso il XIV secolo iniziò l'attività dell'industria mineraria nelle cave di ferro, piombo e mercurio del Sass Négher e di Sàis, montagne della Val di Garés; nacquero così le fucine per fondere i metalli in località "I Forn" e "Medevàl" e così Canale divenne il secondo importante centro minerario dell'Agordino dopo Agordo. Con il ferro di queste fonderie venivano forgiate ottime spade per la Serenissima. Nel XIX secolo cominciò a fiorire il turismo con la nascita del primo albergo "Al Gallo" della Val del Biois; esso servirà ai primi escursionisti (come Francis Fox Tuckett, John Ball, il geografo Giovanni Marinelli e Alfred Von Radio-Radiis) che scendevano dalle Pale di San Martino attraverso l'Altopiano delle Comèlle.
Il 17 ottobre 1912 nasce nel paese Albino Luciani, destinato nel 1978 ad essere eletto papa col nome di Giovanni Paolo I.

### Simboli
Il gonfalone è un drappo di bianco.

### Onorificenze
Canale d'Agordo è tra le città decorate al valor militare per la guerra di Liberazione, insignita della medaglia di bronzo al valor militare per i sacrifici delle sue popolazioni compresa la strage della valle del Biois e per l'attività nella lotta partigiana durante la seconda guerra mondiale:

## Monumenti e luoghi d'interesse
Canale d'Agordo è uno dei pochi paesi dell'Agordino che presenta molte sorgenti d'acqua potabile (convogliate nell'acquedotto cittadino), ciò testimoniano le 19 fontane di acqua che si possono trovare all'interno del paese (escluse località e frazioni).
Gli antichi toponimi ci fanno capire le origini di vari luoghi come il nome antico della piazza era "Col" (chiamato così perché la piazza si trova su un colle di un antico terrazzo alluvionale), in seguito cambiato in "Prà di San Zuanne" (cioè il prato di San Giovanni su cui si regge la secolare chiesa della pieve o arcipretale), successivamente in "Piazza della Pieve" e tuttora piazza Papa Luciani. Se si osserva con cura la piazza cinquecentesca si può notare la somiglianza di alcuni edifici nello stesso stile architettonico.

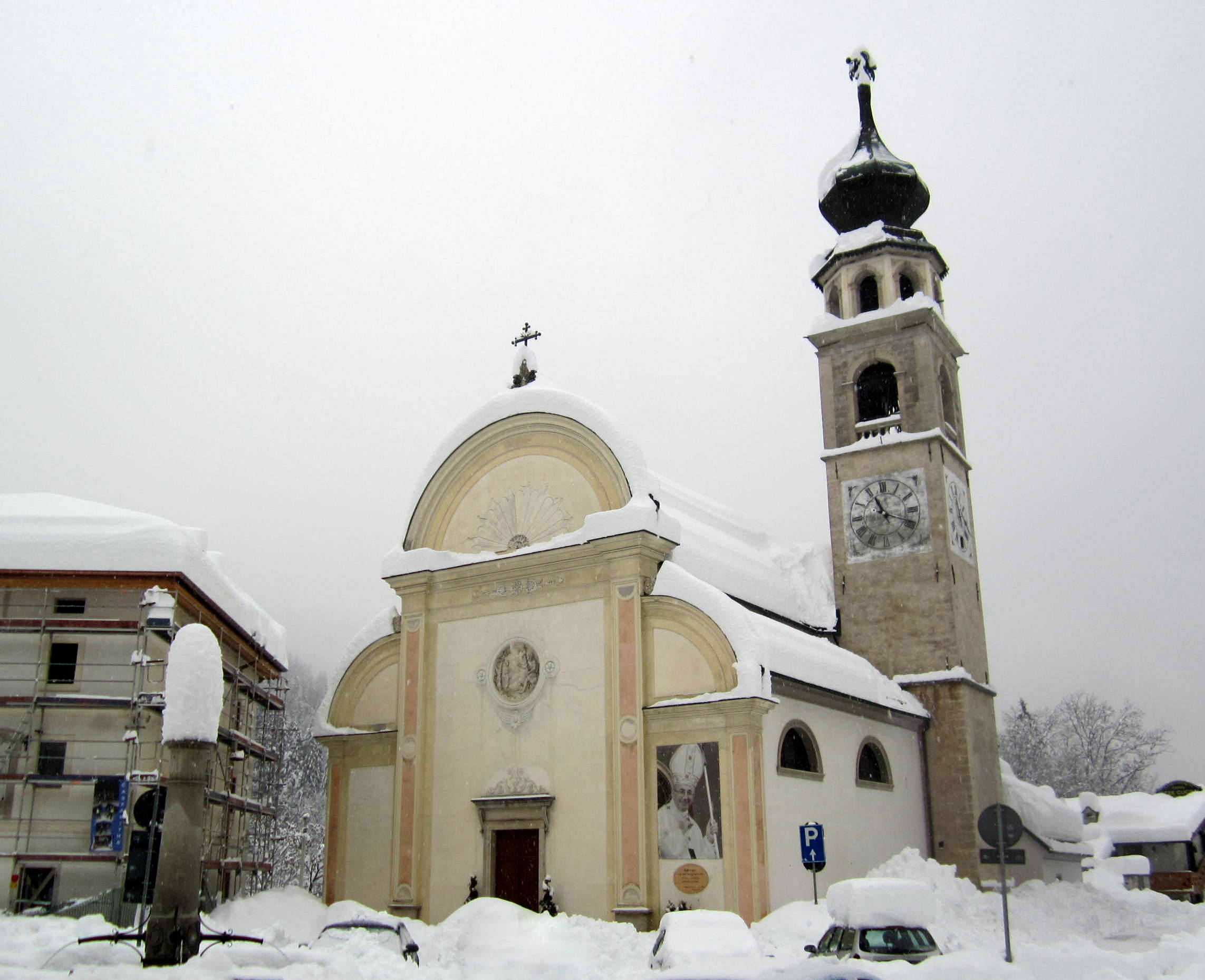
La chiesa arcipretale

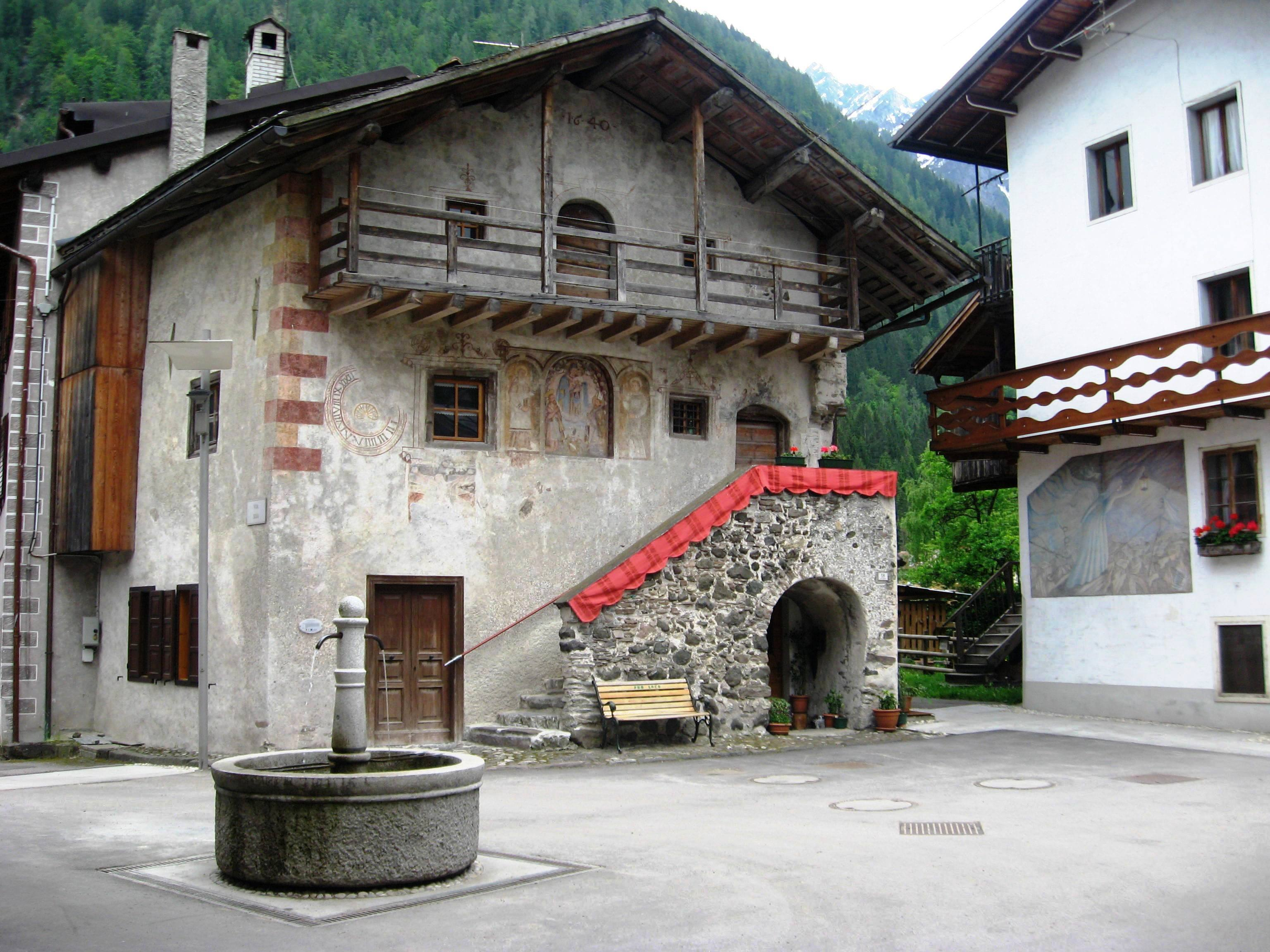
La Casa delle Regole, edificio del 1640

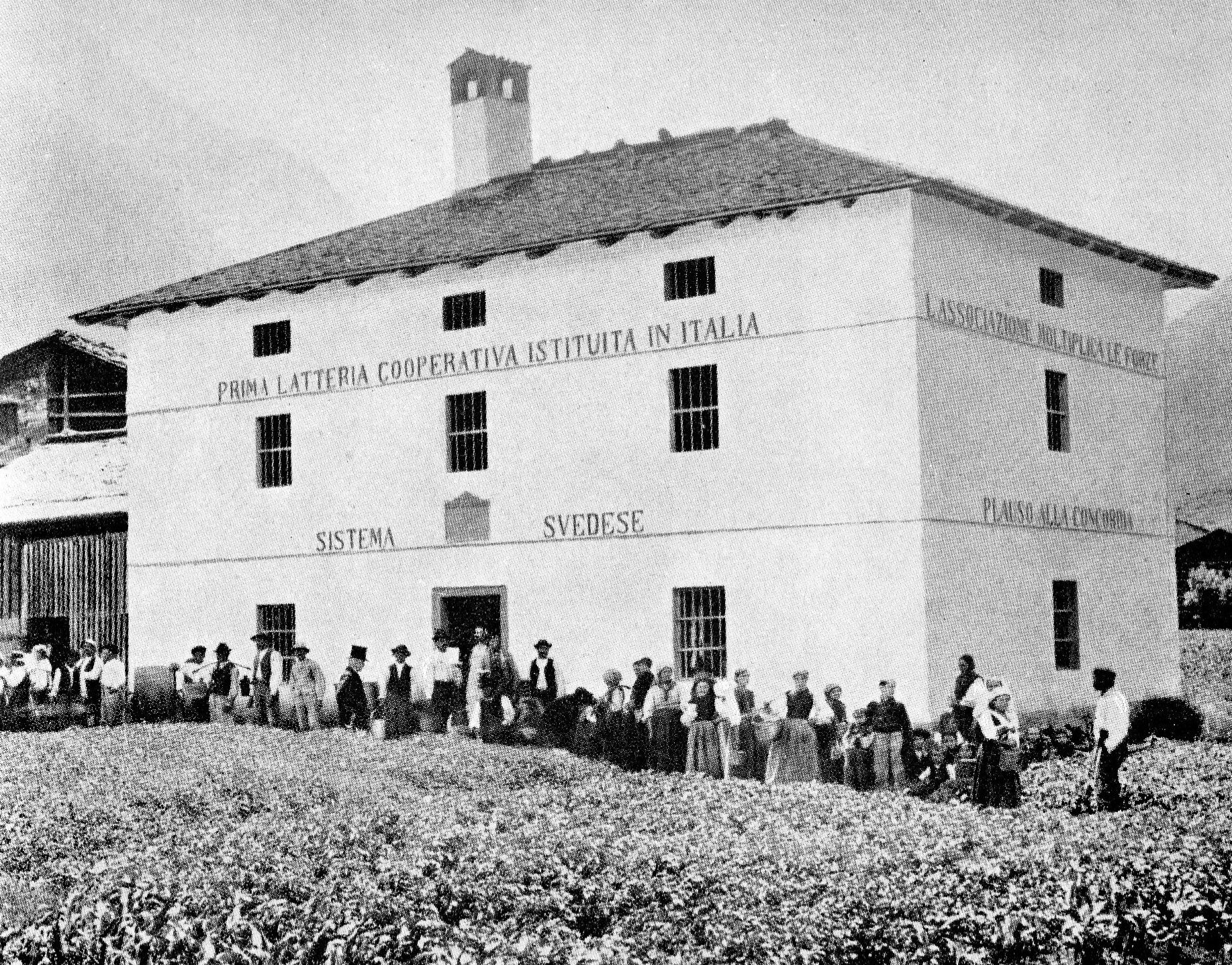
La prima latteria cooperativa d'Italia ad opera di don Antonio Della Lucia

### Architetture civili
- L'antico ospizio per viandanti del XV secolo, successivamente sede della confraternita dei Battuti e la prima sede municipale dal 1806 utilizzata fino al 1982; dal 2016 vi è stato trasferito il Museo Albino Luciani.
- La fontana in pietra disegnata da Giuseppe Segusini, donata assieme alla facciata della chiesa arcipretale del 1859 circa, dal dott. Giovanni Battista Zannini (manca il basamento originale, trafugato nei lavori di riposizionamento).
- La prima Birreria d'Italia (dietro la chiesa) fondata nel 1847 dal dott. Giovanni Battista Zannini durante il dominio asburgico, anni dopo l'acquistarono i fratelli Miana che la gestirono per venti anni e poi venduta nel 1887 ai tre fratelli Luciani, fondatori della Birra Pedavena.
- La prima Latteria Socio Cooperativa istituita in Italia nel 1872 dall'arciprete don Antonio Della Lucia, situata in via Roma, usata solo come punto vendita di prodotti lattiero caseari nel periodo estivo.
- La "Casa delle Regole" (antica forma di amministrazione locale ora sostituita dai municipi) risalente all'anno 1640 nella borgata di Tancon nell'omonima piazza.
- L'antica casa "Vendramin" del XV sec. fu abitazione del direttore delle miniere di Garés in località Val.
- La casa natale di Giuseppe Zais (o Xaiz), alla testa dell'omonima via, rinomato pittore paesaggista veneto del Settecento.
- La casa natale di papa Albino Luciani in via Rividella 8, visitabile da via XX Agosto con la statua dell'artista Carlo Balliana.

### Architetture religiose
- La chiesa della pieve o arcipretale in piazza Papa Luciani.
- La chiesa della Beata Vergine delle Grazie e di san Gottardo nella frazione di Garés del XIV secolo.
- La chiesa del Santo Spirito nella frazione di Carfon del 1717.
- L'oratorio della Beata Vergine Addolorata nella frazione di Fregona del 1926.
- L'oratorio del Santissimo Redentore nella frazione di Feder del 1933.
- I numerosi capitelli votivi per tutto l'abitato (detti Atriòl), da citare il più antico del 1800 in via Rividella

### Edifici storici distrutti
- L'antica "Villa Zannini-Donati" (o Casa dei Birer = "Birrai"), ultima delle Ville Venete presenti in Agordino (come Villa Crotta-De Manzoni di Agordo). Si presentava con un grande giardino sul retro con fontane, alberi da frutto e separato vi era un edificio a due piani (più simile a un chiostro chiamato "la passeggiata") con antichi affreschi. L'edificio e le sue pertinenze furono abbattute nel 1979 (per la visita apostolica di Giovanni Paolo II) per costruirvi successivamente la nuova sede municipale con adiacente parcheggio.
- L'antica canonica del XVIII secolo, abbattuta per far posto alla nuova viabilità.
- L'antica zona artigianale di segherie e mulini di via Soia (tutte alimentate ad acqua)
- L'antico villaggio minerario (con i forni fusori delle miniere di Gares) in via Ai Forn

## Società

### Evoluzione demografica
Abitanti censiti

## Cultura
Il comune è radicato nella sua cultura ladina ed è presente l'Union Ladina Val Biois per mantenere queste tradizioni vive. Tuttavia si fa sentire anche l'influsso tirolese, perché la valle ha fatto da frontiera con il vecchio Tirolo.

### Istruzione
Nel territorio comunale vi sono tre scuole, una dell'infanzia (di proprietà della parrocchia di San Giovanni Battista), una scuola elementare dedicata a Giuseppe Xaiz e la scuola media (con attigua palestra) dedicata ad Emidio Paolin. La scuola elementare e quella media fanno parte dell'Istituto Comprensivo di Cencenighe Agordino.

### Cucina
Il prodotto tipico locale è il Pastim (nel territorio della bassa bellunese e nel feltrino viene chiamato pastin) è inserito nella lista dei prodotti agroalimentari tradizionali italiani. Può essere consumato crudo, cotto alla griglia o all'interno di un panino detto panet col pastim.
Il dolce della tradizione è il Carfogn (piccolo crostolo ripieno di un composto di semi di papavero per uso alimentare) e le Lasagne da Fornel. Invece come per le altre zone ladine troviamo le Fortaie (introdotte con le varie migrazioni lavorative nella valli di lingua tedesca).

### Eventi
- La Casparetha è una camminata invernale in notturna non competitiva che si svolge ogni primo sabato di febbraio, dislocata sul tracciato della pista ciclabile, con la partenza da Piazza Papa Luciani fino alla località Pian De Sabion, attraverso la suggestiva Valle di Garés.[9].
- La Žinghenésta, si festeggia l'ultima domenica di carnevale con un corteo di personaggi particolari con maschere antiche del carnevale ladino che sfilando per la Valle del Bios si riuniscono a Canale per il fulcro della festa, con balli in piazza e per terminare con "il processo al Carnevale".
- La Gara de le Ridòle con le vecchie slitte usate un tempo per portare la legna o per altri trasporti; si corre di solito nel periodo invernale.
- El Tiro al Vof, tradizione secolare di Canale che si festeggia il giorno di Pasqua ed è dedicata principalmente al divertimento dei più piccoli, ma anche degli adulti. Si tratta di un gioco particolare, si usano come bersagli delle uova sode con il guscio e con una moneta bisogna centrarla a pieno.
- La Sagra de San Doane è la più importante e si festeggia il 24 giugno, con la santa messa nella chiesa arcipretale; durante questa festa vengono dislocate le bancarelle del mercato per le vie principali del paese mentre in piazza si trova il tendone dell'enogastronomia locale ed il luna park.
- La santa messa in piazza per l'anniversario dell'elezione di papa Giovanni Paolo I, il 26 agosto.
- El dì del trator, raduno di trattori d'epoca e moderni con sfilata per i paesi della valle. Si svolge la prima domenica di ottobre.

## Geografia antropica

### Frazioni

#### Garés
Alla testata della valle omonima.
È una frazione del comune di Canale d'Agordo, che il 20 agosto 1944 venne completamente bruciata per rappresaglia dai soldati nazisti.
Nel marzo 2009 la pista invernale di fondo è stata dedicata a Franco Manfroi, atleta azzurro Italiano, che ai Mondiali di sci nordico 1966 di Oslo vinse la medaglia di bronzo nella staffetta 4x10 km.

#### Carfon
L'abitato si trova a quota 1157 m. slm ed offre ampi scorci sulla Valle del Biois.
Tra i personaggi legati a questo borgo si ricorda il poeta Valerio Da Pos.

#### Feder
Abitato posto in posizione panoramica sulla media Valle del Biois ai piedi delle Cime d'Auta.

#### Fregona
In ladino Fargona, l'abitato si trova in posizione intermedia tra le frazioni di Feder e Carfon.

## Amministrazione
| Periodo        | Periodo        | Primo cittadino   | Partito                                   | Carica      | Note   |
| -------------- | -------------- | ----------------- | ----------------------------------------- | ----------- | ------ |
| 14 aprile 2008 | 27 maggio 2013 | Rinaldo De Rocco  | Lista civica Uniti per la comunità        | Sindaco     |        |
| 27 maggio 2013 | 1º giugno 2018 | Rinaldo De Rocco  | Lista civica Ancora uniti per la comunità | Sindaco     | [ 10 ] |
| 1º giugno 2018 | 11 giugno 2018 | Marco Arcieri     | Lista civica Ancora uniti per la comunità | Vicesindaco |        |
| 11 giugno 2018 | 15 maggio 2023 | Flavio Colcergnan | Lista civica Un progetto per Canale       | Sindaco     |        |
| 15 maggio 2023 | in carica      | Massimo Murer     | Lista civica Un progetto per Canale       | Sindaco     |        |

### Gemellaggi
Il comune di Canale si è gemellato con:
- Lacenas, dal 2006
- Wadowice, dal 2010
- Massaranduba, dal 2011

### Altre informazioni amministrative
Già denominato Forno di Canale, il comune è divenuto Canale d'Agordo con DPR 19 marzo 1964 n. 217.

## Galleria d'immagini

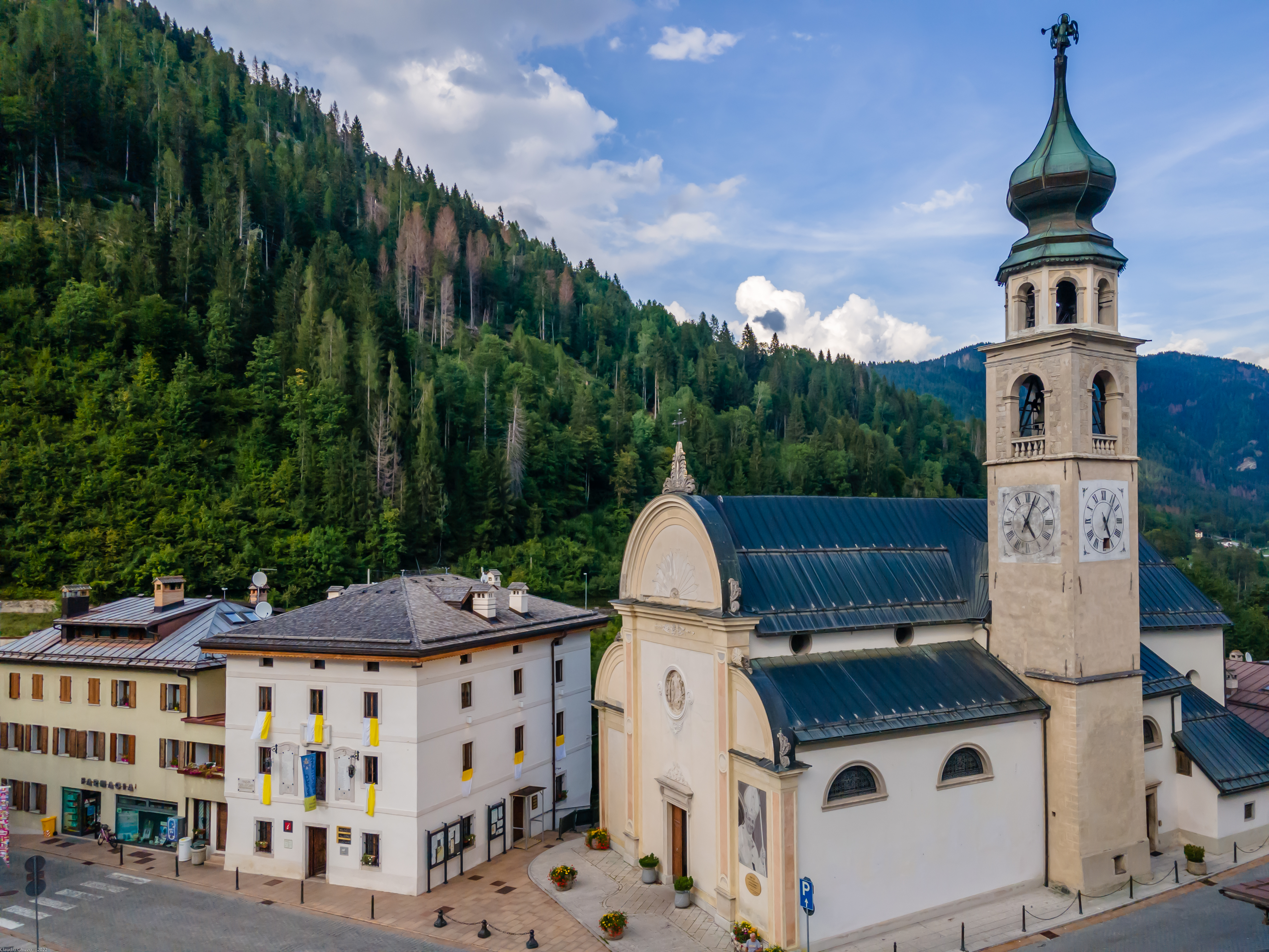
Museo e Chiesa Arcipretale
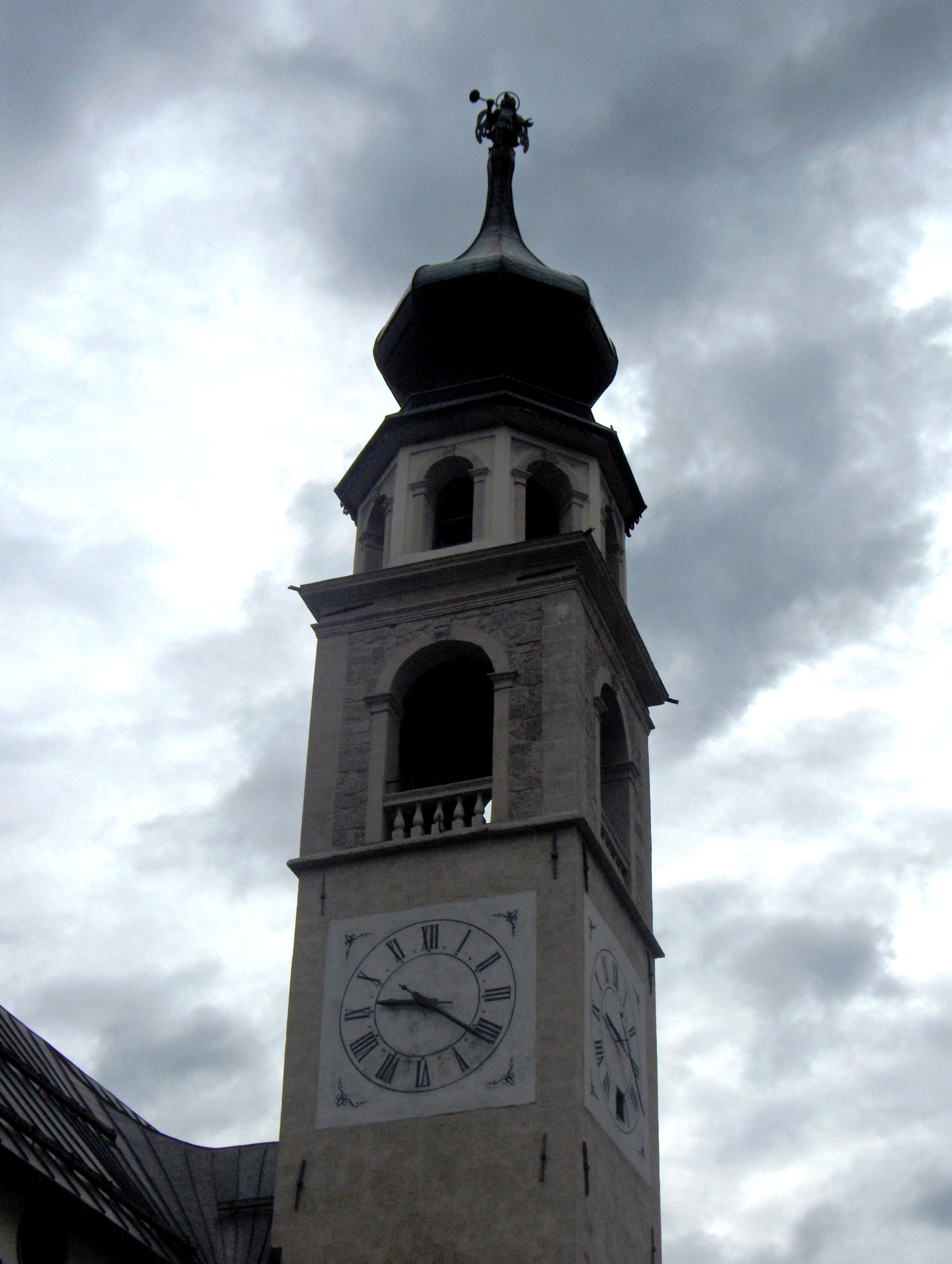
Particolare del campanile di Canale
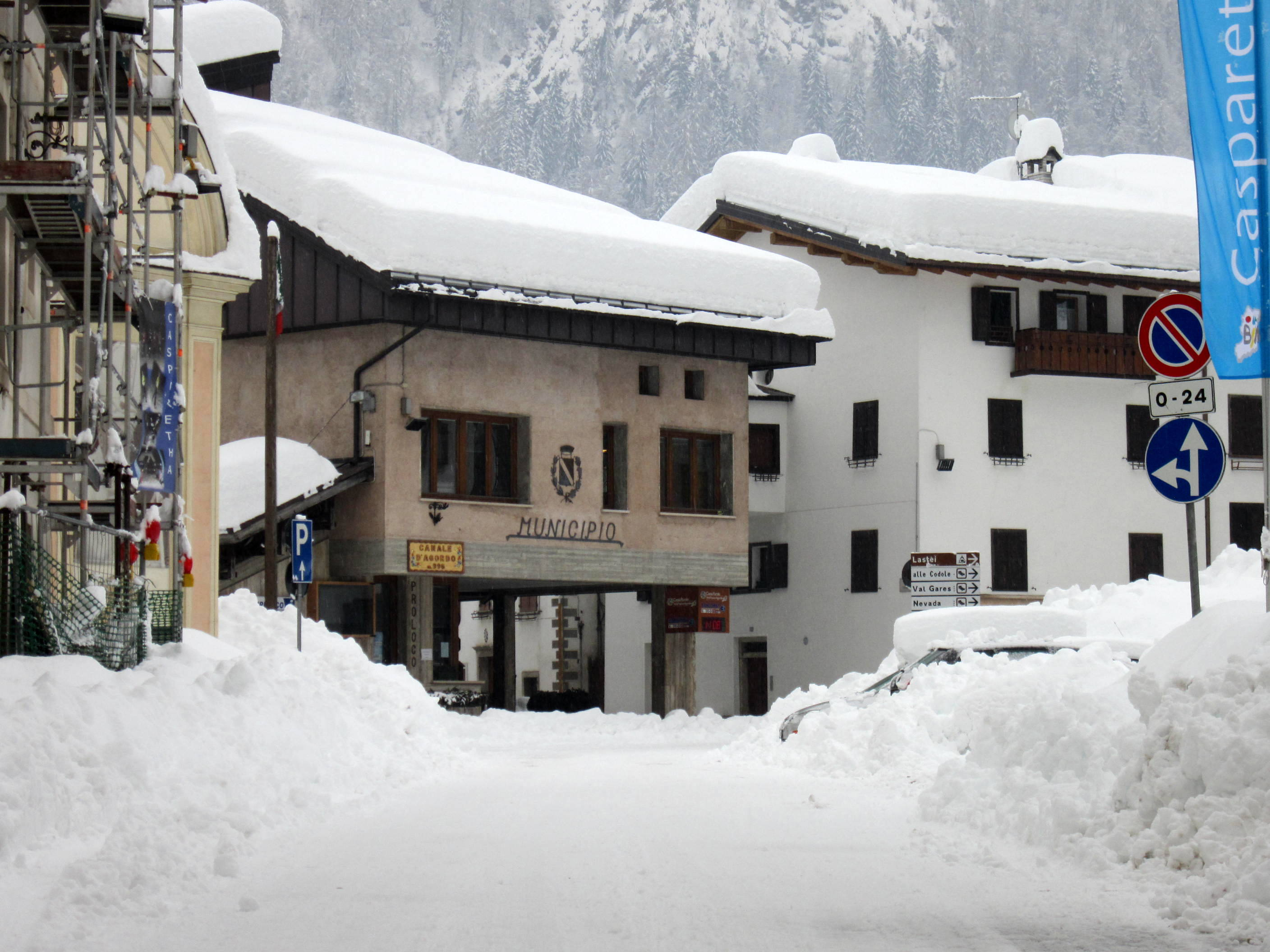
L'attuale sede municipale
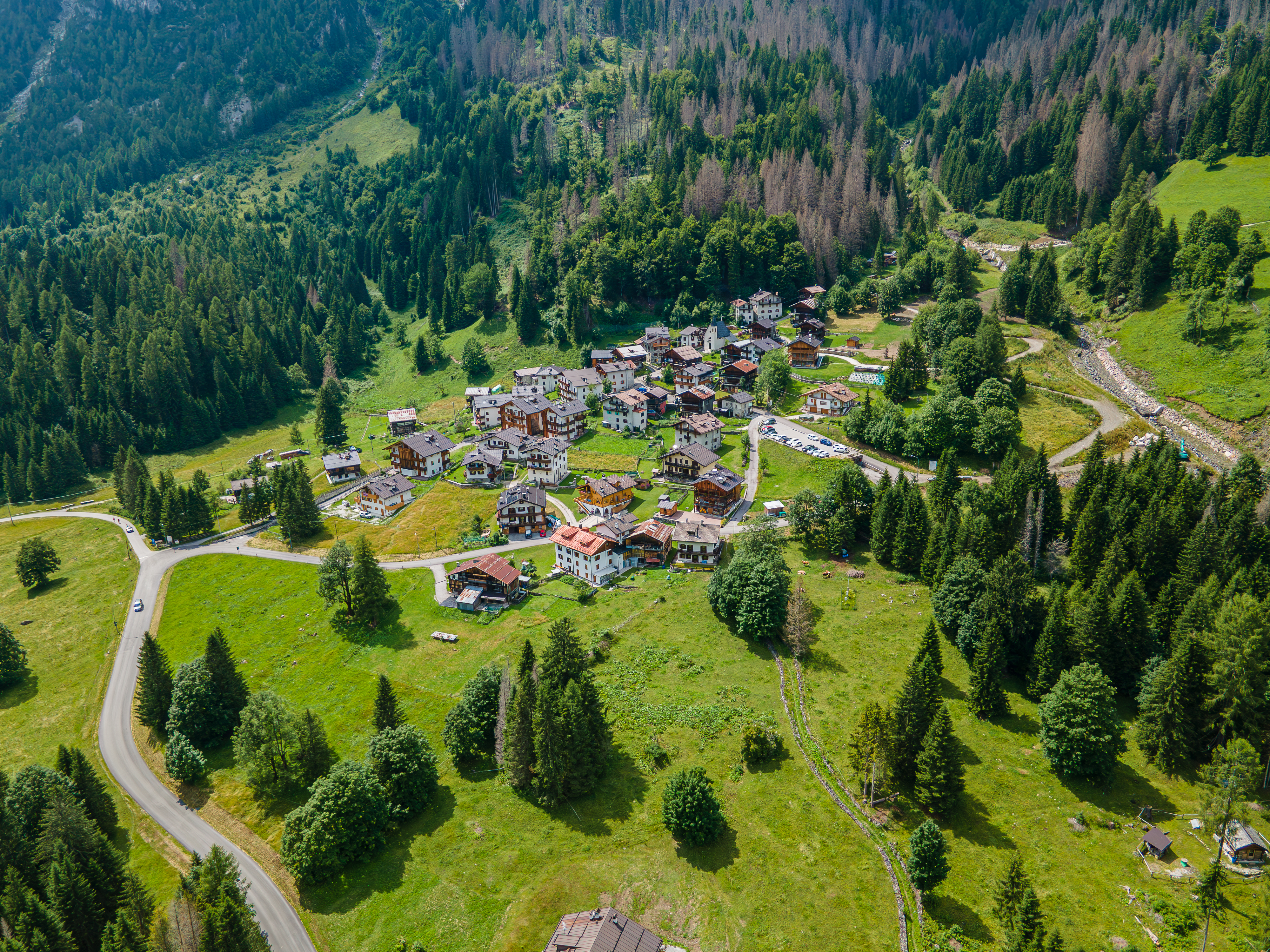
La frazione di Garés
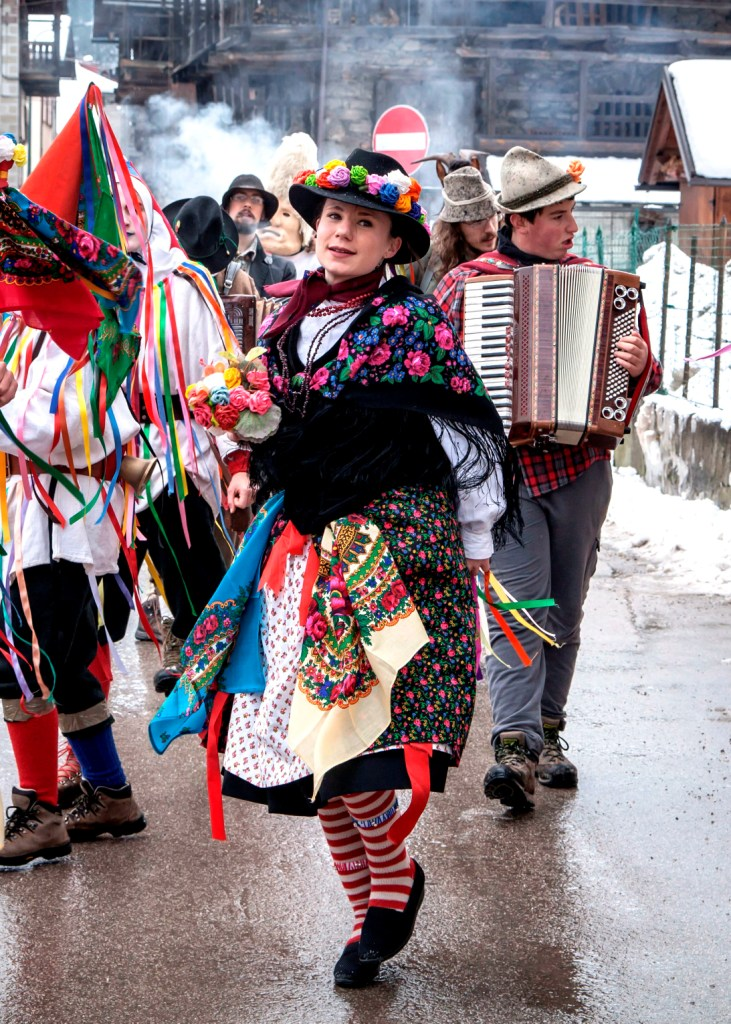
Il personaggio principale del carnevale locale "la Zinghenesta"
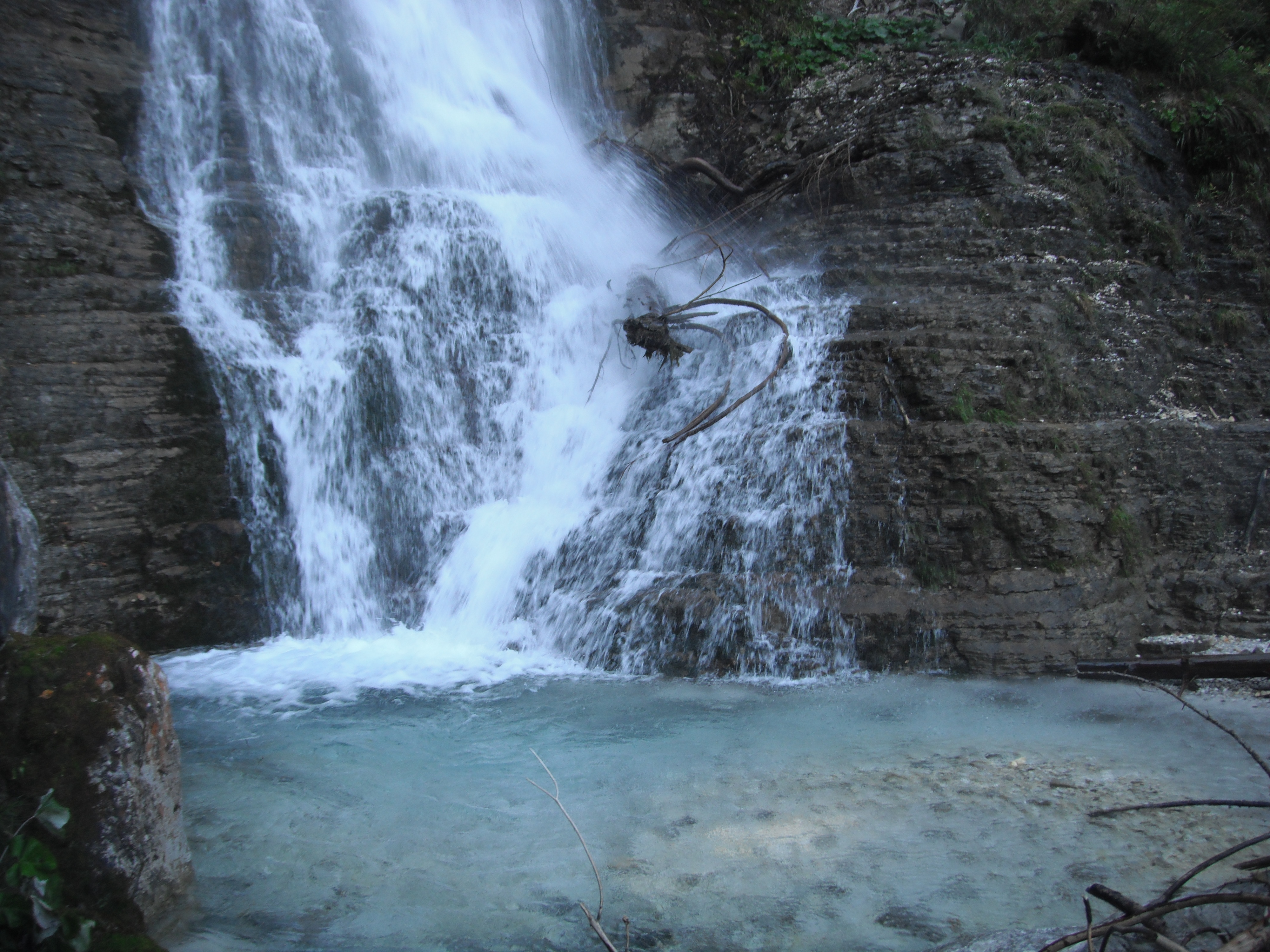
La cascata "bassa" delle Comelle di Garés
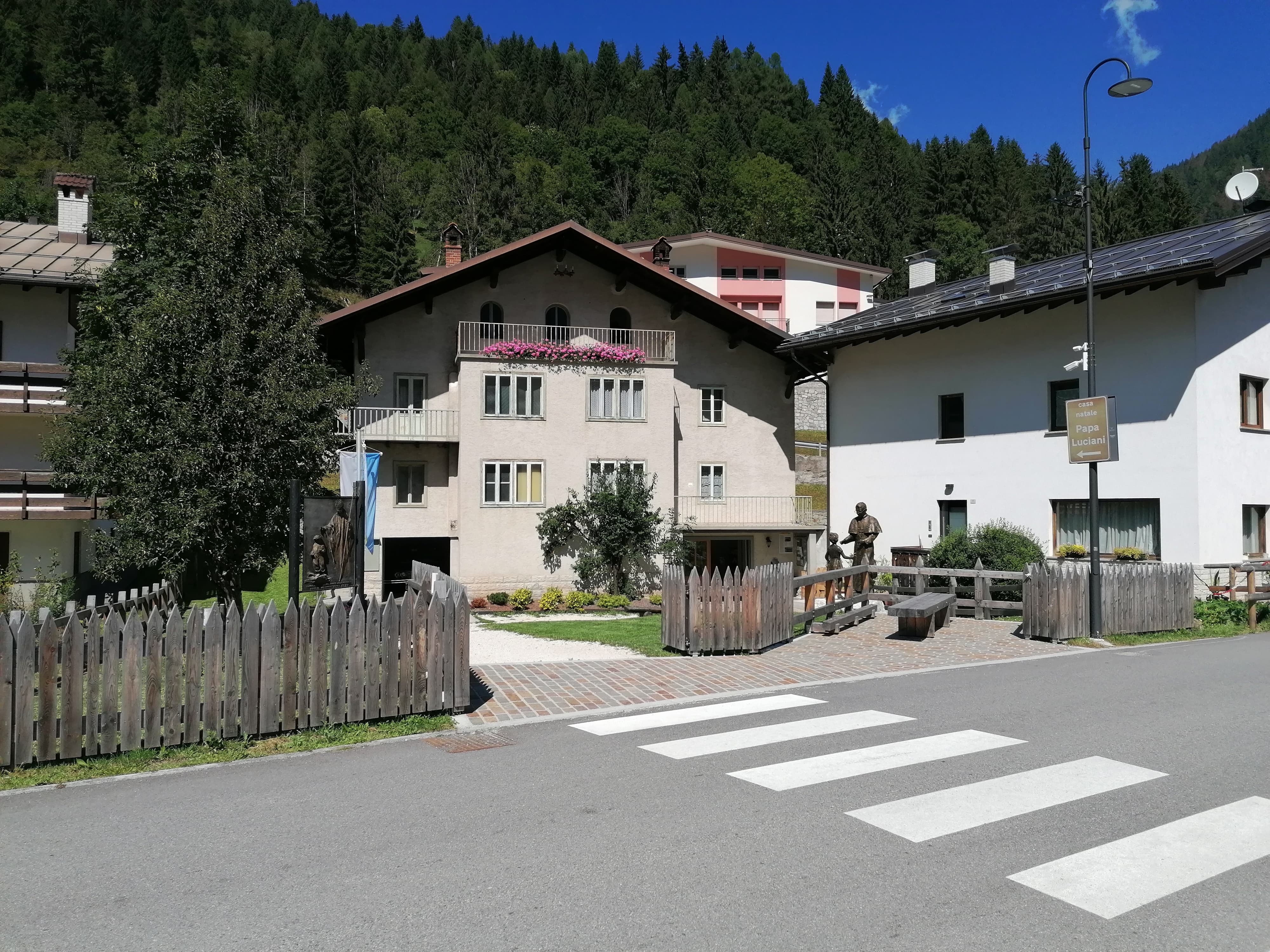
Casa natale di Albino Luciani, Papa Giovanni Paolo I
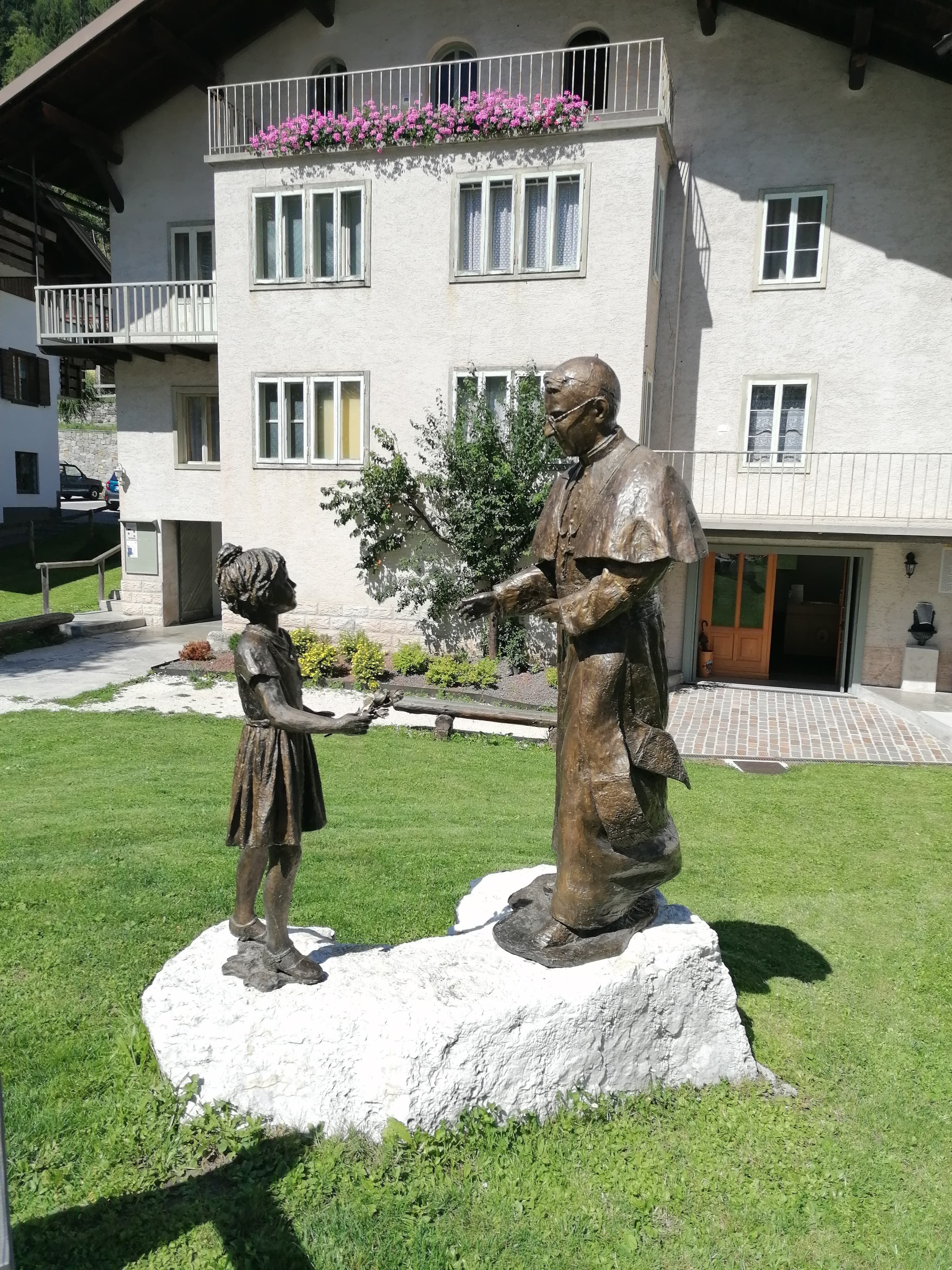
La statua di papa Luciani
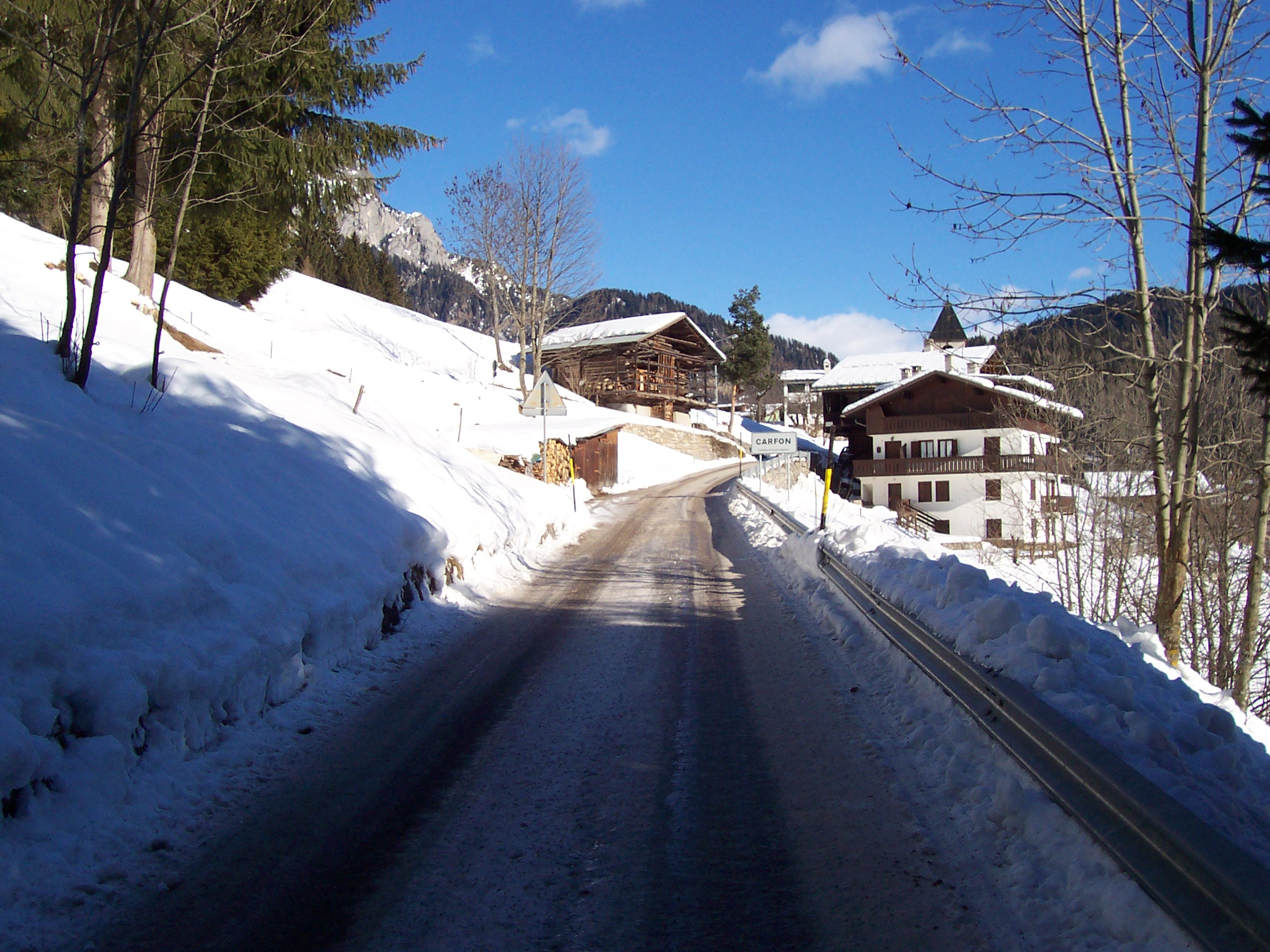
Strada della frazione di Carfon
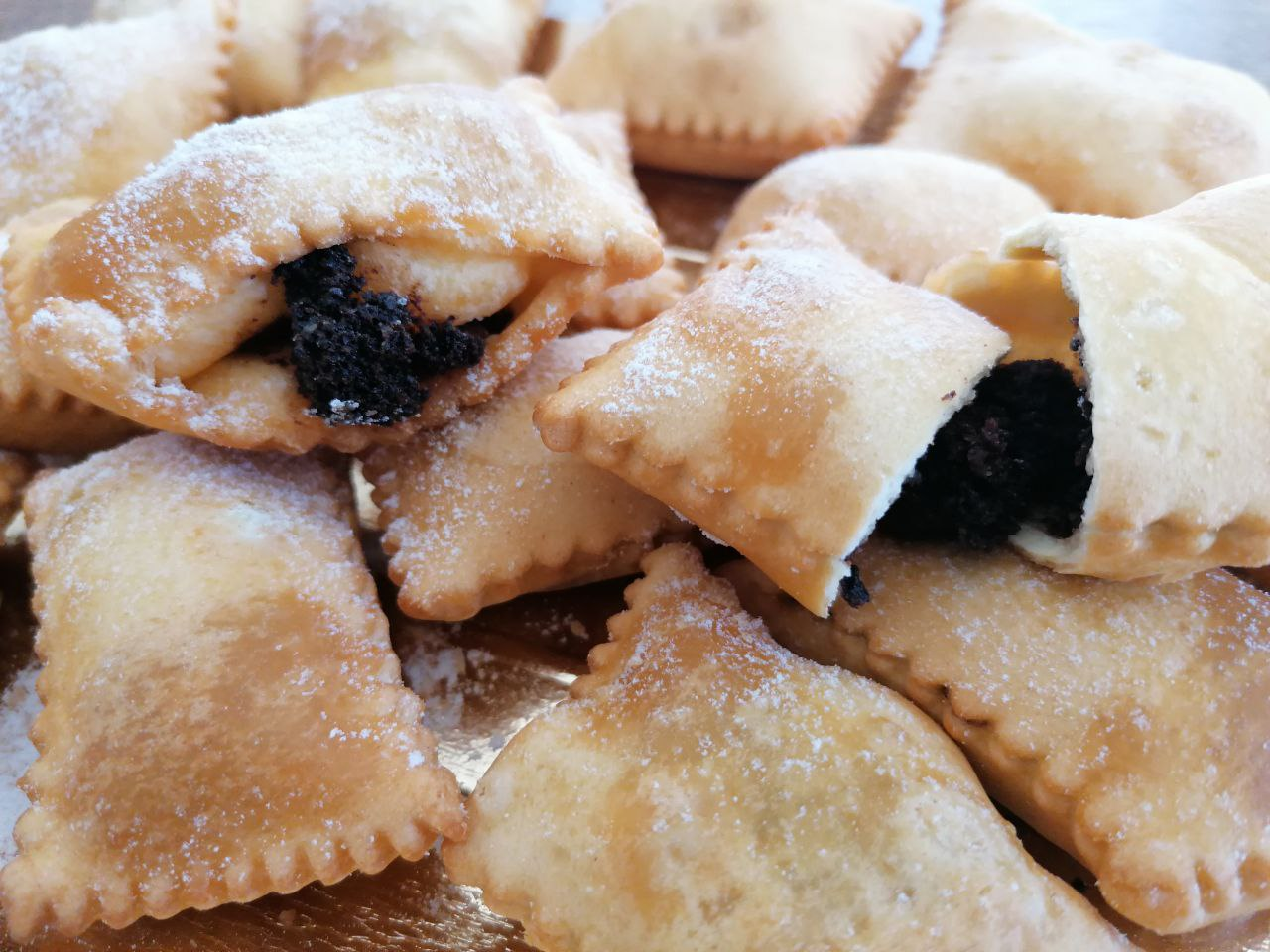
Il "Carfogn" è il dolce tipico della Valle del Biois